# (1578) Kirkwood
(1578) Kirkwood est un astéroïde de la ceinture principale, découvert le 10 janvier 1951 à l'observatoire Goethe Link près de Brooklyn, dans l'Indiana. 
Il est nommé d'après l'astronome américain Daniel Kirkwood. Il a une magnitude absolue de 10,26.